# 10075 Campeche
10075 Campeche è un asteroide della fascia principale. Scoperto nel 1989, presenta un'orbita caratterizzata da un semiasse maggiore pari a 2,2671890 au e da un'eccentricità di 0,1130176, inclinata di 4,09868° rispetto all'eclittica.
L'asteroide è dedicato all'omonima baia del Golfo del Messico.